# Ruslan Nasibulin
Ruslan Rafikovitj Nasibulin (ryska: Руслан Рафикович Насибулин), född den 2 mars 1981 i Sverdlovsk i Sovjetunionen (nu Jekaterinburg i Ryssland), är en rysk fäktare som tog OS-brons i herrarnas lagtävling i florett i samband med de olympiska fäktningstävlingarna 2004 i Aten.